# Karlsbrücke (Nürnberg)
Mit Karlsbrücke werden zwei Brückenbauwerke bezeichnet, die in der Altstadt von Nürnberg die Pegnitz überspannen:

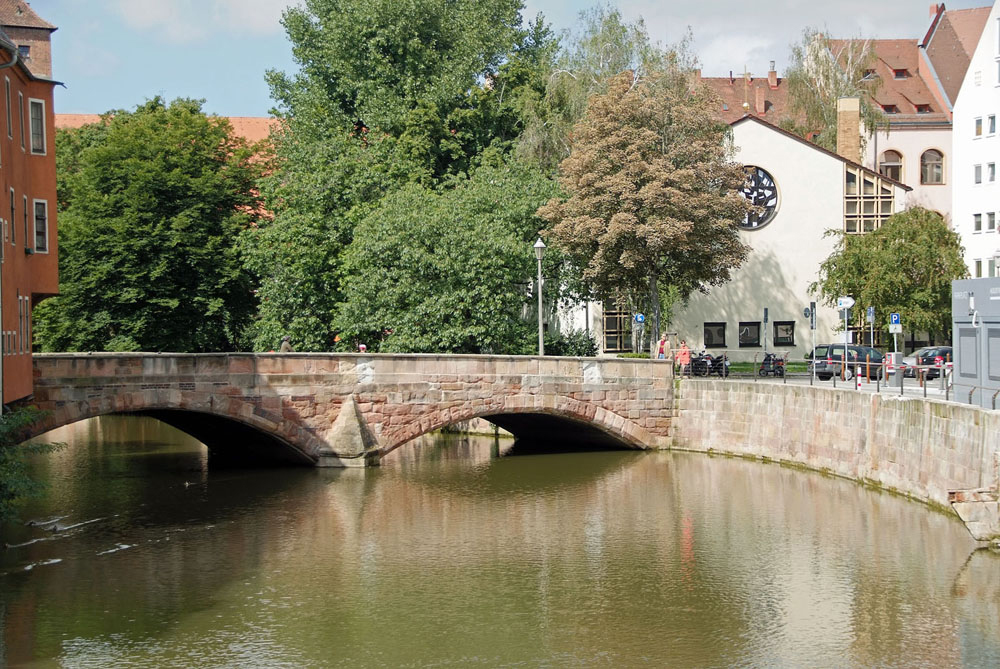
Untere Karlsbrücke

- die nördliche Karlsbrücke (Untere Karlsbrücke), die die Trödelmarktinsel mit der Sebalder Altstadt nördlich der Pegnitz verbindet

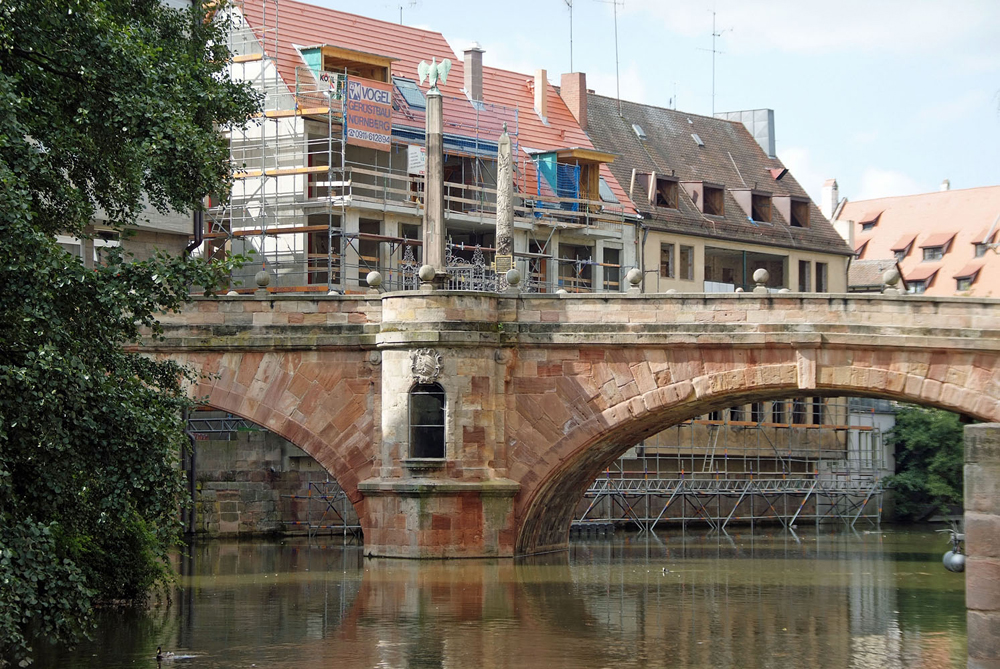
Obere Karlsbrücke

- die südliche Karlsbrücke (Obere Karlsbrücke), die die Trödelmarktinsel auf der gegenüberliegenden Seite mit der Lorenzer Altstadt südlich der Pegnitz verbindet.

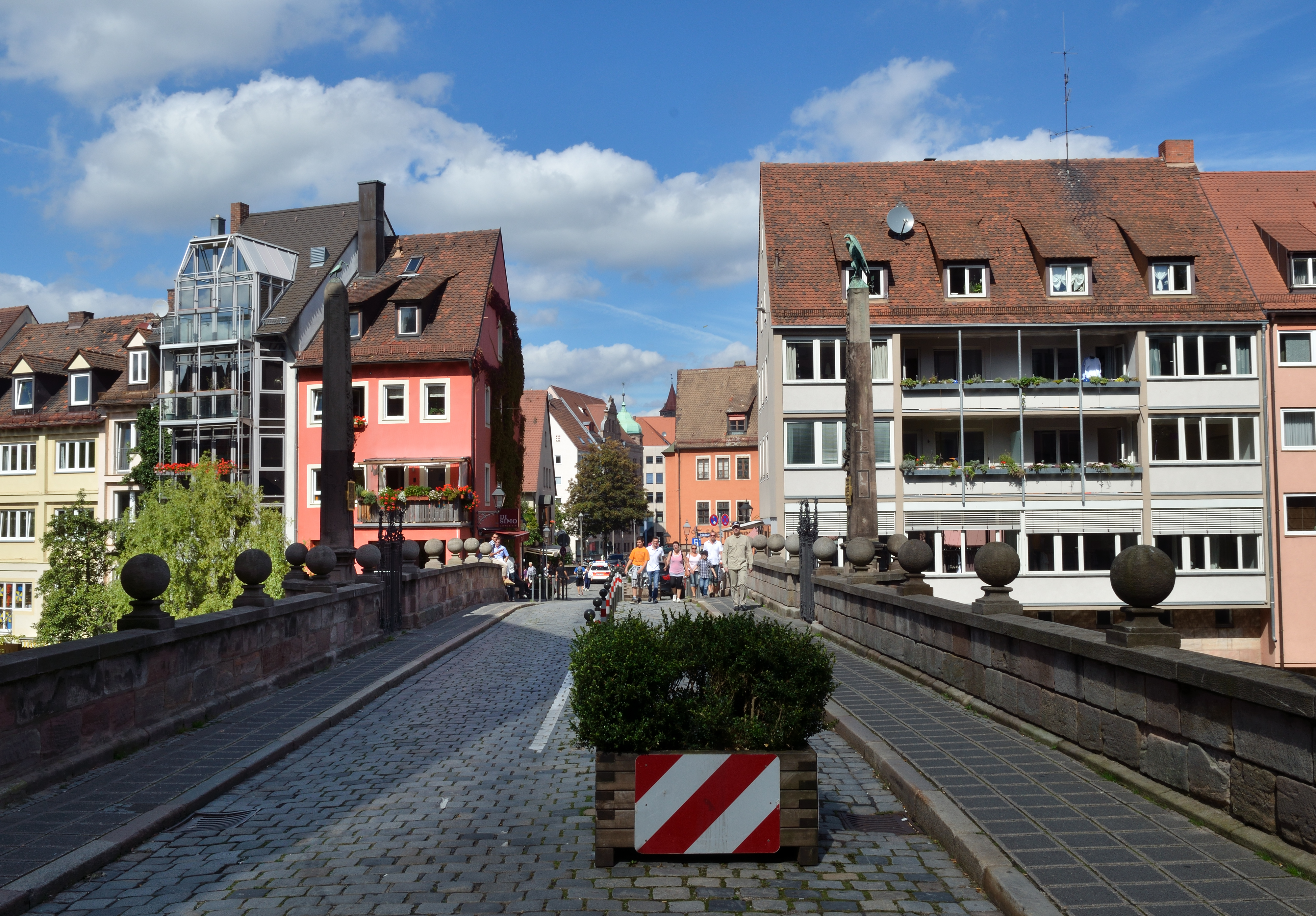
Blick über die Karlsbrücke

## Untere Karlsbrücke
Die Sandsteinbrücke wurde im Jahr 1486 erbaut und ist weitgehend im Originalzustand erhalten. Sie trug früher auch die Namen Säubrücke (auf der Trödelmarktinsel fand im Mittelalter ein Markt statt, auf dem Schweine gehandelt wurden), Derrersbrücke (nach der Patrizierfamilie Derrer von Unterbürg), Holzbrücke und Bitterholzbrücke.
Lage: 49° 27′ 12,3″ N, 11° 4′ 28″ O

## Obere Karlsbrücke

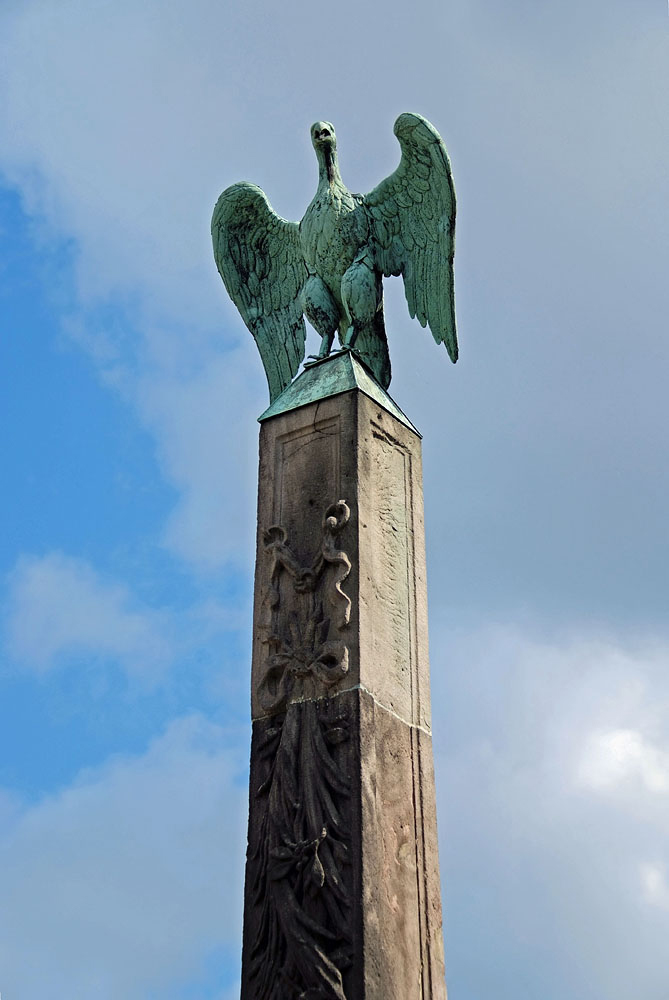
Obelisk mit Kriegsadler auf der Oberen Karlsbrücke in Nürnberg

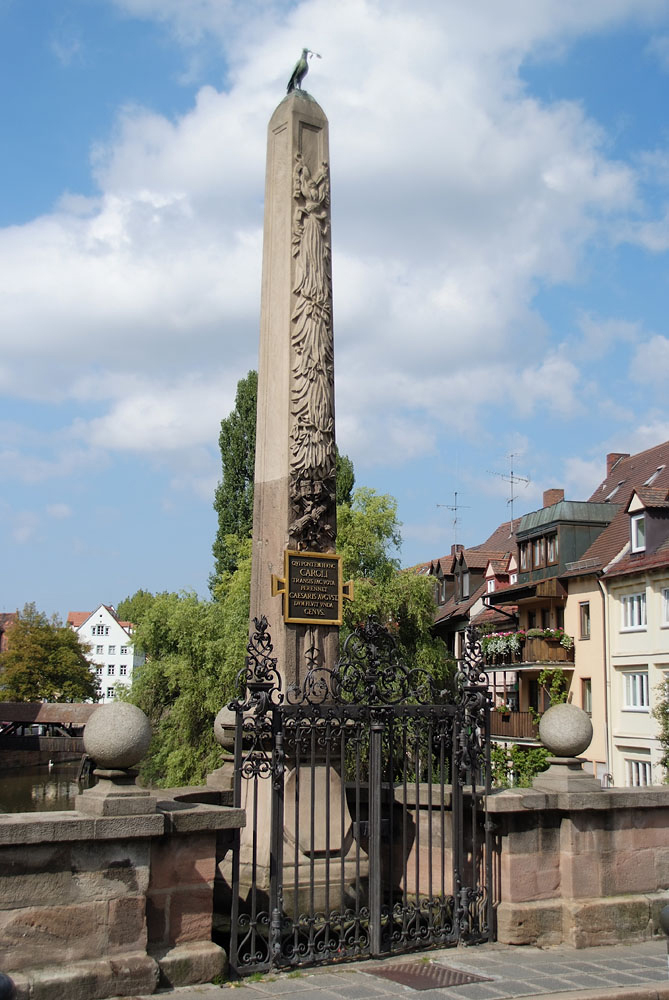
Obelisk mit Friedenstaube auf der Oberen Karlsbrücke in Nürnberg

Zwischen der Lorenzer Altstadtseite und dem Trödelmarkt befand sich ursprünglich ein Holzsteg, der 1451 zerstört wurde. Im darauffolgenden Jahr baute man als Ersatz die Lange Brücke, eine überdachte Holzbrücke, die an steinernen Pfeilern hing. Diese Konstruktion verlieh ihr den Beinamen Hängende Brücke.
In den Jahren 1603 und 1604 wurde anstelle der Hängenden Brücke ein neues Bauwerk gebaut. Nach dem Vorbild einer vom italienischen Architekten Andrea Palladio errichteten Brücke über die Brenta bei Bassano del Grappa (Ponte di Bassano) ließ Ratsbaumeister Wolf Jacob Stromer eine 40 Meter lange und 7,5 Meter breite hölzerne Brücke errichten. Auf beiden Seiten des Bauwerks befanden sich je 20 Krämerbuden, die an Händler vermietet wurden. Aufgrund der alphabetischen Litterierung der Buden (vgl. Siebenfarbiges Alphabet) erhielt die Brücke die Bezeichnung ABC-Brücke.
1728 wurde die baufällig gewordene ABC-Brücke dann durch die heute noch bestehende Bogenbrücke aus Sandstein ersetzt. Zu Ehren des damaligen Kaisers Karl VI. bzw. seiner Frau Elisabeth nannte man das Bauwerk ursprünglich Kaiserbrücke beziehungsweise Elisabethbrücke.
In der Brückenmitte sind zwei Obelisken aufgestellt. Den östlichen bekrönt ein Kriegs- oder Reichsadler mit ausgebreiteten Flügeln, den westlichen eine Friedenstaube mit angelegten Flügeln und Ölzweig im Schnabel.
Am östlichen Obelisk ist ein lateinisches Chronogramm der Jahreszahl 1728:
CAROLO SEXTO AVGVSTO PIO AC FELICI PONTEM HVNC CONSECRABAT S[ENATUS] P[OPULUS]Q[VE] N[ORIMBERGENSIS]
„Karl VI., dem erhabenen, frommen und glückreichen, weihte diese Brücke der Rat und das Volk von Nürnberg.“
Lage:49° 27′ 9,7″ N, 11° 4′ 28,3″ O